# Kunstmuseum
Et kunstmuseum er et museum, hvor der udstilles kunst. 
De fleste kunstmuseer har både permanente og skiftende udstillinger.

## Danske kunstmuseer
- Arken Museum for Moderne Kunst
- ARoS Aarhus Kunstmuseum
- Bornholms Kunstmuseum
- Carl-Henning Pedersen og Else Alfelts Museum
- Charlottenborg
- Cisternerne - Museet for Moderne Glaskunst
- Den Hirschsprungske Samling
- Det Nationale Fotomuseum
- Esbjerg Kunstmuseum
- Fanø Kunstmuseum
- Frederikshavn Kunstmuseum
- Fuglsang Kunstmuseum
- Fyns Kunstmuseum
- Fåborg Museum
- Herning Kunstmuseum
- HEART
- Holstebro Kunstmuseum
- Horsens Kunstmuseum
- Jens Søndergaards Museum
- Johannes Larsen Museet
- Kastrupgårdsamlingen
- Kunstindustrimuseet
- Kunstmuseet Køge Skitsesamling
- Louisiana – museum for moderne kunst
- Museet for Samtidskunst i Roskilde
- Nivaagaards Malerisamling
- Nordjyllands Kunstmuseum
- Ny Carlsberg Glyptotek
- Odsherreds Kunstmuseum
- Ordrupgaard
- Randers Kunstmuseum
- Ribe Kunstmuseum
- Rudolph Tegners Museum og Statuepark
- Silkeborg Kunstmuseum
- Skagens Museum
- Skive Kunstmuseum
- Skovgaard Museet
- Sophienholm
- Statens Museum for Kunst
- Thorvaldsens Museum
- Trapholt – moderne dansk billedkunst
- Vejen Kunstmuseum
- Vejle Kunstmuseum
- Vendsyssel Kunstmuseum
- Vestsjællands Kunstmuseum
- J.F. Willumsens museum

## Udenlandske kunstmuseer
- Musée du Louvre – Paris, Frankrig
- Galleria degli Uffizi – Firenze, Italien
- Guggenheim museum – New York, USA
- Guggenheim museum – Bilbao, Spanien
- Museo del Prado, Madrid, Spanien
- Museum of Modern Art – New York, USA
- Museumsberg – Flensborg, Tyskland / Sydslesvig
- Tate Modern – London, England
- Eremitagen – Sankt Petersborg, Rusland